# 로몰로역
로몰로역(이탈리아어: Romolo)은 밀라노 지하철의 2호선의 역이다. 밀라노의 로몰로 대로 (Viale Romolo)에 위치해 있다. 1985년 4월 13일에 문을 열었으며, 1994년 파마고스타 역이 문을 열 때까지는 2호선의 남쪽 종착역이자 최남단 역이었다.

## 역 근처
- IULM 밀라노 대학교
- NABA – 누오바 아카데미아 디 벨레 아르티 밀라노 (Nuova Accademia di Belle Arti Milano)

## 시설
이 역에는 다음과 같은 시설이 있다.
- 장애인 승객을 위한 접근 시설
- 에스컬레이터
- 승차권 자동 판매기
- 역 감시카메라
- 262대 규모의 파크 앤드 라이드 시설